# Cala Cativa
La Cala Cativa és una minúscula cala i platja natural del municipi del Port de la Selva (Alt Empordà), situada a la península del Cap de Creus, entre la Cala Tamariua i la Cala Fornells, dins del Parc Natural del Cap de Creus. Orientada al nord, té una longitud de 6 m i una amplada de 9,5 m, formada per còdols. S'hi accedeix a peu pel camí de ronda, des de la Cala Tamariua.
A un costat de la cala es conserva una construcció de pedra que es feia servir per encendre i guardar el foc per atraure els peixos, en l'anomenada pesca d'eixugador.
El nom de Cativa evoca la idea de captiu o presoner, potser per la forma tancada de la cala.